# Volkswagen Fox
De Volkswagen Fox is een drie- of vijfdeurs hatchback van Volkswagen. De auto werd geïntroduceerd in september 2005 als de opvolger van de Volkswagen Lupo en wordt geproduceerd door Volkswagen do Brasil. Op 1 april 2005 werd het model gepresenteerd op de AMI-beurs in Leipzig. In Europa is de Fox alleen verkocht als driedeurs auto, maar op andere continenten wordt de auto ook verkocht als vijfdeurs, mini-SUV-variant CrossFox en stationwagon/MPV, die afhankelijk van de markt Suran, SpaceFox, Fox Plus of Sportvan heet. De auto wordt geproduceerd op het Volkswagen PQ24-platform, waarop ook de Polo geproduceerd werd.
De Europese versie van de Fox is gebouwd tot 2011 en werd gemaakt in de fabriek in São Bernardo do Campo, São Paulo. De Fox werd daarna opgevolgd door de Volkswagen up!. Toen de Fox kwam in september 2005, haalde de auto vier sterren bij EuroNCAP. In Mexico wordt de Fox onder de naam Lupo verkocht omdat de president van het land ten tijde van de introductie van de auto Vicente Fox heette.
Bij de introductie in Nederland was er één uitrustingsniveau; de Trendline, en was verkrijgbaar met drie motoren: een 1.2 3-cilinder met 55 pk, een 1.4 4-cilinder met 75 pk en een 1.4 TDI met 75 pk. De basisuitvoering met 1.2-motor had stuurbekrachtiging en meegespoten bumpers en spiegels als meeruitvoering. Vanaf 2008 is de Fox standaard voorzien van een iets verlaagd onderstel en meegespoten stootstrips op de deuren. In november 2010 kwam door verscherpte CO2-normen een vernieuwde versie van de 1.2 in de Fox; deze had 60 pk in plaats van 55 pk. De 1.4 75 pk en TDI zijn vanaf 2010 niet meer leverbaar. Er zijn 3 typen bekleding leverbaar: stripes color, stripes black en wabe.
In de landen waar Volkswagen de Fox blijft verkopen is de Fox in november 2009 gefacelift. De versies gemaakt voor verkoop buiten Europa worden gemaakt in São José dos Pinhais, Paraná, (Brazilië). De Suran/SpaceFox/SportVan/Fox Plus worden gemaakt in General Pacheco, Buenos Aires. De faceliftversie is ook doorgetrokken op de CrossFox en stationwagenversies van de Fox. Voor landen buiten Europa produceert Volkswagen andere motoren: een 1.0 op benzine met 72 pk of ethanol Total Flex met 76 pk, een 1.6 op benzine met 101 pk of ethanol Total Flex met 104 pk en een BlueMotion-variant van deze 1.6-motor. Wat betreft duurzaamheid had Volkswagen met de Fox een bijzondere inzet van de Caraua-plant; deze werd gebruikt voor de bekleding van de dakhemel.
Voorheen werd de Volkswagen Polo Fox geproduceerd. Dit type Polo is ruim voordat de Fox uitkwam uit de productie genomen. Volkswagen heeft de rechten van de naam Fox gekregen door de aankoop van het merk NSU in 1969. De NSU Fox was een motorfiets, voor het eerst op de markt in 1949. Volkswagen gebruikte de naam Fox voor speciale uitvoeringen van de Polo.

## Veiligheid

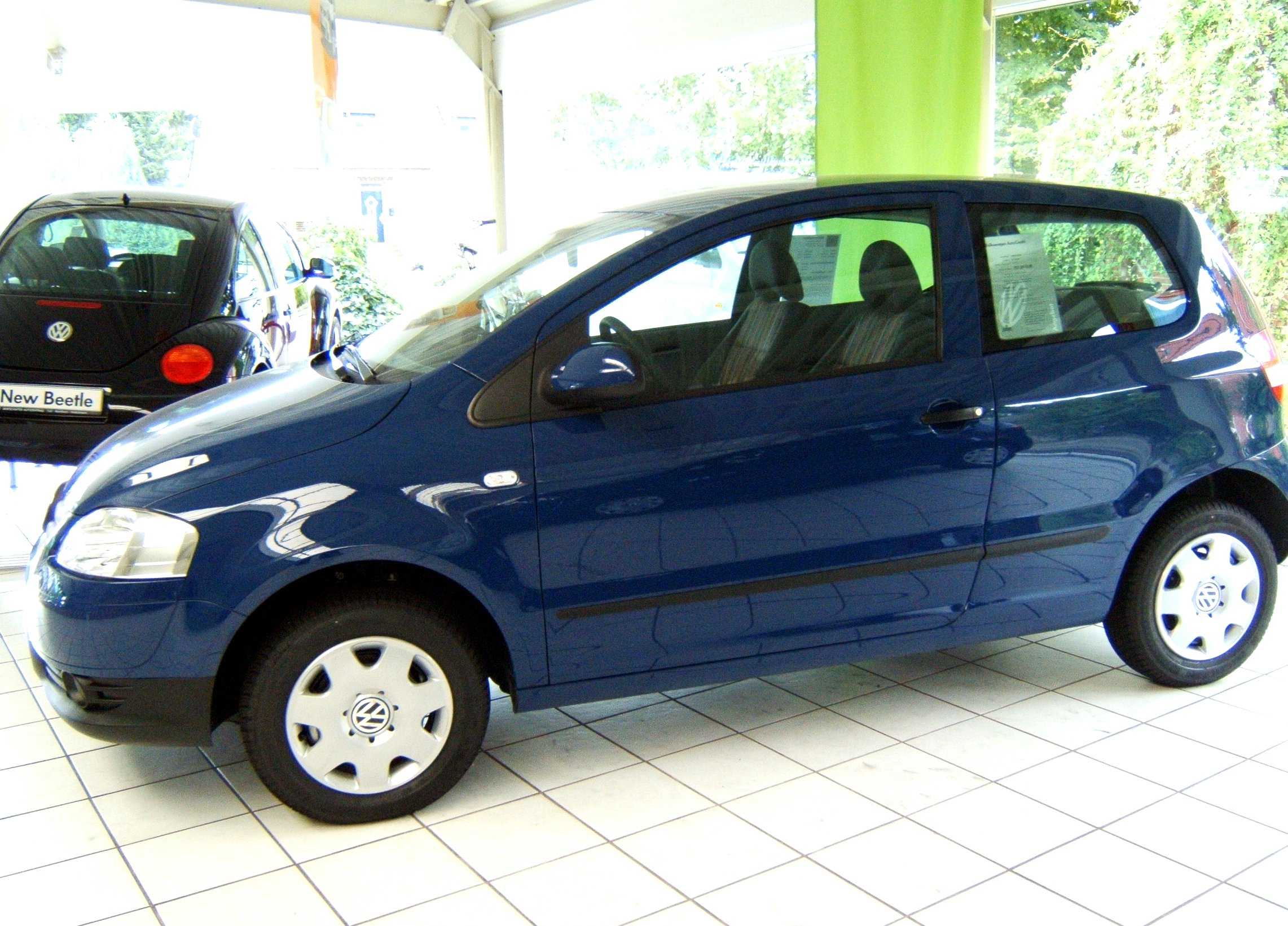
Linkerzijde.

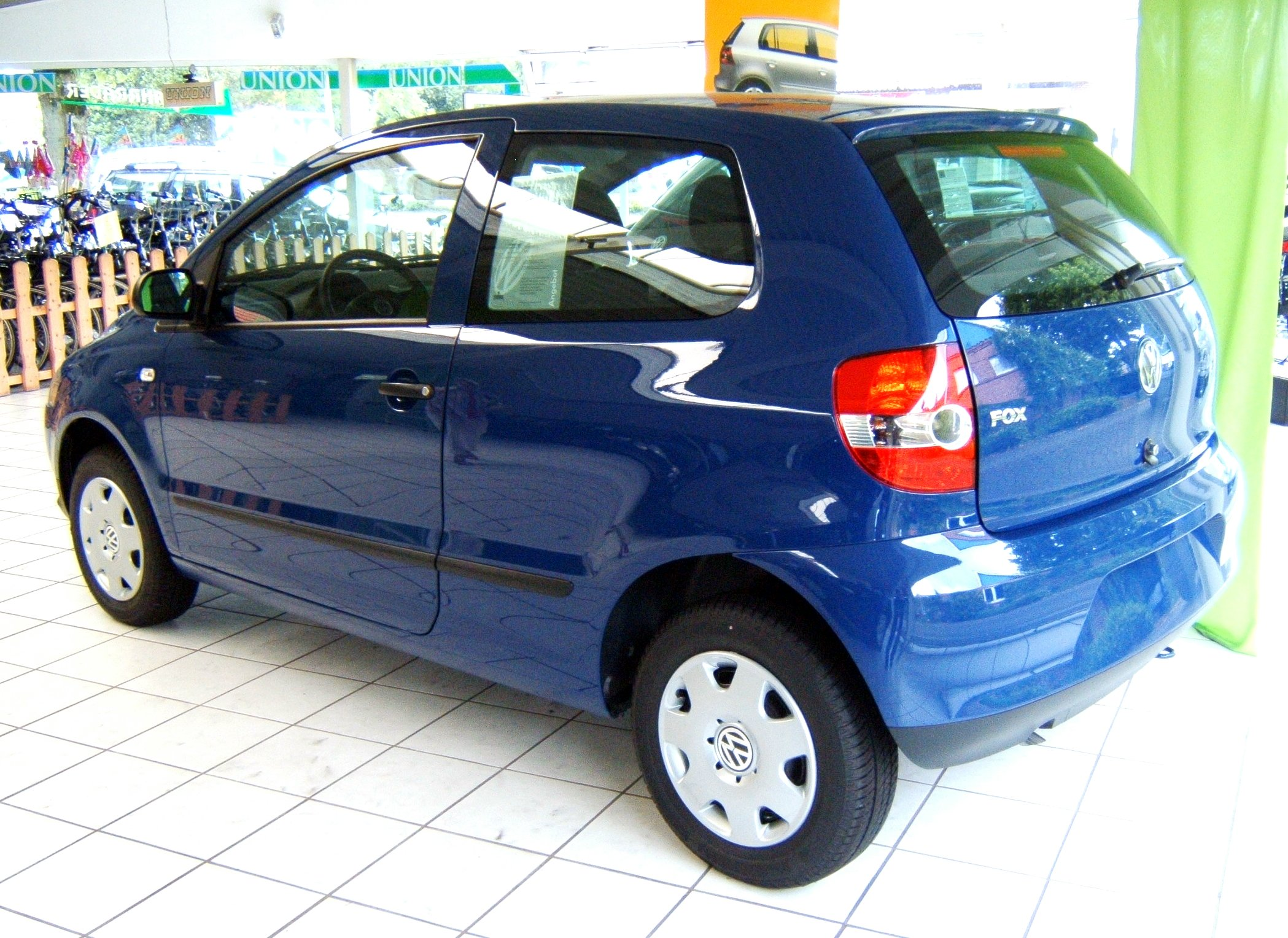
Achterzijde.

| Sterren bij de EuroNCAP-crashtest | 4 Sterne |

## Motoren in Europa
Benzine
| Type | Motor     | Motor     | Motor           | CO2-uitstoot | Koppel              | Transmissie           |
| Type | Inhoud    | Cilinders | Vermogen        | CO2-uitstoot | Koppel              | Transmissie           |
| ---- | --------- | --------- | --------------- | ------------ | ------------------- | --------------------- |
| 1.2  | 1.198 cm³ | 3-in-lijn | 41 kW (55 pk)   | 144 g/km     | 108 Nm bij 3000 tpm | handgeschakelde 5-bak |
| 1.2  | 1.198 cm³ | 3-in-lijn | 44,7 kW (60 pk) | 136 g/km     | 108 Nm bij 3000 tpm | handgeschakelde 5-bak |
| 1.4  | 1.395 cm³ | 4-in-lijn | 55,9 kW (75 pk) | 161 g/km     | 124 Nm bij 2750 tpm | handgeschakelde 5-bak |

De 1.2 60 pk is leverbaar geweest in Nederland vanaf november 2010 tot einde levering van de Fox.
Diesel
| Type    | Motor     | Motor     | Motor           | CO2-uitstoot | Koppel                     | Transmissie           |
| Type    | Inhoud    | Cilinders | Vermogen        | CO2-uitstoot | Koppel                     | Transmissie           |
| ------- | --------- | --------- | --------------- | ------------ | -------------------------- | --------------------- |
| 1.4 TDI | 1.428 cm³ | 3-in-lijn | 52,2 kW (70 pk) | 132 g/km     | 155 Nm bij 1600 - 2800 tpm | handgeschakelde 5-bak |